# Парван
Парван је једна од 34 провинције Авганистана. Налази се на истоку земље. Главни град је Чарикат.
Друга значајна мјеста су Горбанд, Шинвари, Баграм, Кохи Сафи, Џабал Сарај, Сурки Парса, и Шек Али.